# Alexander Peter von Kielchen
Alexander Peter von Kielchen (historisch oft auch umgekehrt Peter Alexander (von) Kielchen; Alexander P. Kielchen oder nur Peter Kielchen russisch Александр Петрович Кильхен Alexander Petrowitsch Kielchen; * 1797 in Finnland; † April 1851 auf Korfu) war ein russischer Diplomat.

## Leben

### Herkunft und Familie
Alexander war Angehöriger des Adelsgeschlechts von Kielchen. Er vermählte sich am 25. Mai 1818 in Rio de Janeiro mit Eugenie Coralie Lecesne. Sie war die Tochter eines Kaffeeplantagenbesitzers in Brasilien, Louis François LeCesne, der 1759 in Caen in der Normandie geboren wurde und 1823 verstarb. 1794 hatte dieser in New York seine erste Ehefrau Eugenie de la Piroeniere (Peronnière) geheiratet, die einem alten Adelsgeschlecht der Bretagne entstammte und bei der Geburt ihres ersten Kindes, Eugenie Coralie, verstarb.
Ende 1822 hatte das Ehepaar Kielchen bereits die beiden Kinder Eugenie und Sammy. 1825 wurde ein Sohn Peter geboren. Die Familie bewohnte derzeit ein Anwesen in Botafogo bei Rio de Janeiro.

### Werdegang
Im Jahre 1818, kaum 22 Jahre alt, wurde Kielchen bereits als russischer Vizekonsul in Rio de Janeiro akkreditiert. Er besuchte dort zu Beginn dieses Jahres mit seinem Chef, dem russischen Generalkonsul von Brasilien, Georg Heinrich von Langsdorff, den Plantagenbesitzer Louis François LeCesne, der nur kurze Zeit später sein Schwiegervater wurde. 1824 bis 1828 unternahm Langsdorff eine mehrjährige Brasilien-Expedition, an der mehrere Zoologen und Botaniker teilnahmen. Zeitweise beteiligten sich auch die Maler Johann Moritz Rugendas und Hercule Florence an dieser Expedition. Nach vielen Schwierigkeiten und Abenteuern musste er, lebensgefährlich erkrankt und geistig verwirrt, die Expedition abbrechen. Er litt an Gehirntyphus und Malaria. Langsdorff war in Rio in einem Zustand völliger Irrationalität angekommen. Vizekonsul Peter Kielchen und Ludwig Riedel übernahmen die Leitung der Expedition und begannen, die bestehenden Vereinbarungen zu erfüllen, während sie auf die Befehle der russischen Regierung warteten. 1830 verließ Langsdorff Rio de Janeiro und ging nach Freiburg im Breisgau, wo er sein übriges Leben verbrachte. Kielchens Amtszeit als Konsul in Brasilien hielt wenigstens bis 1832 an.
Seit Sommer 1833 war Kielchen als Titularrat (9. Rangklasse) Konsul in Boston. 1840 wird er ebendort als Generalkonsul genannt. Seine Akkreditierung in den Vereinigten Staaten endete 1842. Er galt dort als „guter Katholik“ und guter Schachspieler: Im Juli 1842 besiegte Peter Alexander Kielchen Benjamin Lynde Oliver (1788–1842) in Boston (+3 =0 −0). Oliver galt seinerzeit als Bostons bester und einer der fünf besten Schachspieler der Vereinigten Staaten, nach der Einschätzung des Schachgroßmeisters William Schlumberger (1800–1838), der auch gegen Oliver spielte.
Kielchen wurde 1846 als Kollegienrat (6. Rangklasse) in Rom beim Kirchenstaat akkreditiert. Schließlich beschloss er seine Tour als Generalkonsul in Ancona. Kielchen war polyglott, er sprach sieben Sprachen.